# Claudia Kim
Kim Su Hyun (en hangul, 김수현) (n. Seúl; 25 de enero de 1985), también conocida como Claudia Kim, es una actriz surcoreana.

## Vida
Kim vivió seis años de su infancia en Nueva Jersey, Estados Unidos, antes de mudarse a Corea del Sur.
El 14 de diciembre de 2019 se casó con el empresario coreano estadounidense Cha Min-geun (también conocido como Matthew Shampine), en el Hotel Shilla en Seúl. En abril de 2020, anunció que estaban esperando su primera hija, a quien le dieron la bienvenida el 1 de octubre del mismo año.

## Carrera
Claudia Kim está bajo la agencia surcoreana Apple of the Eye Entertainment y la agencia estadounidense United Talent Agency.
Realizó su debut en la industria de entretenimiento al ganar un concurso de modelos en 2005. Llegó a participar en series de televisión como Brain (2011) y 7th Grade Civil Servant (2013). Además, protagonizó la comedia de situación Standby en 2012.
Claudia ganó reconocimiento internacional al participar en la serie de Netflix Marco Polo en 2014 y en la película Avengers: Age of Ultron en 2015.
En noviembre de 2021 se unió al elenco principal de la serie Chimera (previamente conocida como "Chemistry") donde da vida a la perfiladora Eugene Hathaway (Yoo-jin). La serie fue filmada en 2019.

## Filmografía

### Cine
| Año  | Título                                            | Papel                | Ref.   |
| ---- | ------------------------------------------------- | -------------------- | ------ |
| 2015 | Avengers: Age of Ultron                           | Dra. Helen Cho       |        |
| 2015 | Equals                                            | The Collective (voz) |        |
| 2017 | The Dark Tower                                    | Arra Champignon      |        |
| 2018 | Animales fantásticos: Los crímenes de Grindelwald | Nagini               |        |
| 2023 | A Normal Family                                   | Ji-su                | [ 12 ] |

### Televisión
| Año       | Título                       | Papel                          | Canal   | Notas              | Ref.                 |
| --------- | ---------------------------- | ------------------------------ | ------- | ------------------ | -------------------- |
| 2006      | Queen of the Game            | Park Joo Won                   | SBS     |                    |                      |
| 2010      | The Fugitive: Plan B         | Sophie                         | KBS2    |                    |                      |
| 2011      | Romance Town                 | Hwang Joo Won                  | KBS2    |                    |                      |
| 2011      | Brain                        | Jang Yoo Jin                   | KBS2    |                    |                      |
| 2012      | Standby                      | Kim Soo Hyun                   | MBC     |                    |                      |
| 2013      | 7th Grade Civil Servant      | Mi Rae                         | MBC     |                    |                      |
| 2014-16   | Marco Polo                   | Khutulun                       | Netflix |                    |                      |
| 2016      | Monster                      | Agente encubierta Yoo Seong-ae | MBC     |                    | [ 13 ]               |
| 2021      | Chimera                      | Eugene Hathaway (Yoo-jin)      | OCN     |                    | [ 14 ] [ 15 ]        |
| 2022      | Detrás de cada estrella      | Ella misma                     | tvN     | Aparición especial | [ 16 ]               |
| 2023 2024 | El monstruo de la vieja Seúl | Yukiko Maeda                   | Netflix |                    | [ 17 ]               |
| 2024      | Una familia atípica          | Bok Dong-hee                   | JTBC    |                    | [ 18 ] [ 19 ] [ 20 ] |

## Premios y nominaciones
| Año  | Premio                         | Categoría                                | Trabajo nominado  | Resultado    |
| ---- | ------------------------------ | ---------------------------------------- | ----------------- | ------------ |
| 2005 | Korea-China Supermodel Contest | —                                        | —                 | Primer lugar |
| 2006 | SBS Drama Awards               | Nueva estrella                           | Queen of the Game | Ganadora     |
| 2012 | MBC Entertainment Awards       | Premio a la excelencia, actriz en Sitcom | Standby           | Ganadora     |